# Orthoceras novae-zeelandiae
Orthoceras novae-zeelandiae é uma espécie geófita pertencente à família das orquídeas, ou Orchidaceae, que existe na Nova Zelândia. São plantas glabras de sistema subterrâneo composto por raízes e tubérculos carnosos alongados, sem revestimento; e por sistema aéreo com caules curtos, até seis folhas muito mais longas que largas, eretas; inflorescências glabras, racemosas, com até nove flores ressupinadas, de cores pouco vistosas, que medem poucoi mais de um centímetro, com sépalas e pétalas bastante diferentes; labelo tri-lobulado; e coluna apoda de rostelo praticamente livre, com quatro polínias. Distingue-se da única outra espécie deste gênero, o Orthoceras strictum, pelo labelo mais redondo e pela bráctea floral mais curta.

## Publicação e sinônimos
- Orthoceras novae-zeelandiae (A.Rich.) M.A.Clem., D.L.Jones & Molloy, Austral. Orchid Res. 1: 100 (1989).

Sinônimos homotípicos:
- Diuris novae-zeelandiae A.Rich. in J.S.C.Dumont d'Urville, Voy. Astrolabe 1: 163 (1832).

Sinônimos heterotípicos:
- Orthoceras solandri Lindl., Gen. Sp. Orchid. Pl.: 512 (1840).
- Orthoceras rubrum Colenso, Trans. & Proc. New Zealand Inst. 18: 273 (1885 publ. 1886).
- Orthoceras caput-serpentis Colenso, Trans. & Proc. New Zealand Inst. 22: 490 (1889 publ. 1890).
- Orthoceras strictum f. viride Hatch, Trans. & Proc. Roy. Soc. New Zealand 2: 188 (1963).